# Mode sous le Second Empire
La mode du Second Empire reflète les changements survenus depuis le début du XIXe siècle.

## Contexte
La mode du Second Empire reflète les changements survenus depuis le début du XIXe siècle. L'industrialisation de la France, les progrès scientifiques, l’exode rural au profit de l’accroissement de la population urbaine, la modernisation du travail tant d’un point de vue économique que technique, ont permis de modifier la société et notamment la mode. La mécanisation progressive des manufactures textiles est un facteur déterminant pour l’essor et le renouveau vestimentaire. Elles bénéficient d’une main d’œuvre plus abondante pour produire plus, dans un temps plus court et à un coût plus bas. Le rythme de la vie s’accélère, les voyages sont facilités par la création des chemins de fer. Ainsi de nouvelles tenues voient le jour afin de répondre aux besoins et aux occasions de chaque heure du jour et de la nuit, mais aussi à l’envie de modernité et de changement permanent que l’innovation et les inventions suscitent. Aussi, c’est surtout la mode féminine qui se fait le reflet de ce temps. Il serait par ailleurs fâcheux de penser qu’il y a une rupture nette dans la mode après le coup d’état de Louis-Napoléon Bonaparte le 2 décembre 1851. La mode Second Empire s’inscrit dans la continuité des changements survenus durant la Monarchie de Juillet et la IIe République. Aussi, dès 1830, nous assistons à l’ajout de jupons de crin, prémices des cages en fanons de baleine intégrés à partir de 1856 puis des cages métalliques américaines Thomson en 1860. Les jambes sont masquées sous les jupes et le buste parait court. Enfin la mode du Second Empire se caractérise par des changements d’abord lents puis rapides du volume de la jupe, un goût marqué par le XVIIIe siècle dans le style dit « tapissier » mais aussi des influences espagnoles, maghrébines, chinoises ou japonaises.

## 1830 - 1845: Apparition de la crinoline
La tendance historisante des arts décoratifs, apparue dès le Premier Empire, et notamment l’influence Louis XV des années 1830, commencent à modifier la silhouette féminine. La jupe alors droite commence à gonfler, et ce dès 1825. Afin d’atteindre la circonférence voulue, les femmes superposent les jupons. César-Louis Oudinot-Lutel, dès 1830, invente une étoffe de coton ou de lin rigidifiée par une trame de crin. Utilisée dans la confection de jupons, le textile permet de supporter la silhouette corolle, et se nomme la crinoline. Au cours des années 1840, la jupe gagne progressivement en volume et en poids : « De 1841 à 1846, on se tira d’affaire en entourant les hanches d’un renfort rembourré qui, s’ajoutant aux jupons, donnait un aspect de cloche à la robe portée dessus. » En effet, les femmes superposent les jupons, pouvant atteindre le nombre de sept.

## 1845 - 1860: Mode ronde

### Silhouette
Cette mode ronde est dite « à la Pompadour ». La mode du XVIIIe siècle influence particulièrement le Second Empire, et notamment les paniers. La robe prend alors une forme de dôme, le tissu de la jupe affleure le sol, cachant les chaussures sans gêner le déplacement. En 1854, Le Petit Courrier des Dames cite un « jupon baleiné ». Une série de fanons de baleine forme un jupon plus léger, soutenant la jupe volumineuse et donc lourde. Auguste Person présente en 1856 son modèle de crinoline-cage. Constituée d’une structure de cercles d’acier de taille variable, allant du plus petit en haut vers le plus large en bas, elle forme une cage. Les éléments métalliques sont maintenus entre eux par des lanières de coton ou de lin, ou insérés dans un jupon. Ainsi les crinolines pouvaient être mises à plat pour des besoins de rangement ou de transport. Plusieurs facteurs conduisent à cette innovation : l’augmentation du volume de la jupe, le goût pour des étoffes plus riches et plus lourdes, la commodité d’une structure plus légère pour se mouvoir ainsi que la libération des jambes. En 1860, l’américain Thomson commence à produire des crinoline-cage légères au succès fulgurant. 

### 1850 - 1858: la mode des volants
Cette mode correspond à la fabrication des soies, laines et cotonnades tissées ou imprimées à disposition de motifs pour volants ou quilles, qui font le succès de toutes les fabriques lyonnaises, alsaciennes et anglaises. Les motifs sont ainsi primés aux Expositions universelles de 1851 et 1855. Le succès de ces robes, vendues « en kit » s’explique par la facilité de montage. De plus, cela créé un effet d’harmonie entre les volants et la forme de la jupe sur laquelle s’enfonce le corsage à busc. Après 1855, les étoffes riches lassent, tout comme la profusion de volants. Aussi, dès 1858 les robes évoluent vers une coupe épurée. 

### Robe à transformation
En 1845 apparait la robe à transformation. Les journées des femmes sont rythmées par des visites, salons, déjeuner, goûter, opéra, théâtre, bal… À chaque heure du jour correspond une tenue, et notamment un corsage particulier. La nécessaire rapidité de changement qu’induise les rendez-vous rapprochés dans la journée amène à scinder la robe en deux parties. Ce dédoublement permet de conserver toute la journée la crinoline et la jupe, sur laquelle on attache un corsage fermé le jour et largement décolleté pour le bal du soir. Un troisième au décolleté plus petit peut être porté pour le dîner ou le théâtre. Mais cette pratique se développe surtout après 1870. Des éléments peuvent également venir compléter la tenue, comme l’ajout de guirlandes de fleurs sur la jupe pour un bal par exemple. L’emploi de guimpe, parfois à manches, en même tissus, d’un fichu ou d’un boléro qui cachent le décolleté est également observable. Notons que les robes de mariée ont deux corsages : l’un pour l’église ou le temple, l’autre pour le soir. C’est en effet lors de son mariage que la femme peut, pour la première fois, dévoiler son buste. Une certaine codification stricte de la bienséance confère en effet à la bourgeoisie un semblant d’aristocratie.  

## 1860 - 1866: Crinoline projetée
C’est à cette période que la crinoline atteint sa plus grande envergure. Elle s’aplatit sur l’avant et le volume est projeté vers l'arrière, la jupe formant, en 1864, une traîne caractéristique de cette silhouette. Le décor des tenues se concentre alors sur les reins. Après 1862, les femmes posent sur leurs robes de ville unies de grands châles ou capes Talma en dentelle mécanique noire ou blanche, dite dentelle Chantilly. Ils étaient ou non dotés de franges sur le pourtour. 

### Robe princesse
Cette coupe répond, après 1858, a un besoin d’épuration des formes. 

### « Petit costume »
Afin de remédier à l’incommodité des robes lors des sorties à la campagne, les couturières imaginèrent des solutions pour y remédier. On se souvient alors des robes retroussées à la du Barry, qui tirait depuis la taille deux boutons reliés à un système de cordons passant par des anneaux cousus sur tout le pourtour intérieur de la jupe, de manière à la remonter plus ou moins régulièrement. Ce costume, idéal pour parcourir la ville, n’était pas accepté pour les visites privées ni dans les lieux exigeant une toilette très élégantes. En effet, en remontant le bas de la jupe, la femme expose un jupon fantaisie, noir ou rouge, des bas de couleur assortie ou contrastante et des bottines à talons très provocants. Considéré comme un costume de danseuses, il n’a été introduit qu’aux bals costumés, au grand dam de mesdames de Pourtalès et de Metternich. Indispensable en villégiature, il envahit les côtes normandes (Fécamp, Dieppe, Deauville), plages où Eugène Boudin a eu l’occasion de portraiturer quelques élégantes en robes retroussées. L’impératrice Eugénie adopte cette tenue pratique pour faire du patins à glace, ou escalader la Mer de Glace en 1861. Dès 1862, les paletots larges en lainage ou en mousseline, et assortis aux jupes existaient en toile soutachée de passementerie. Les petits costumes sont enfin représentatifs du goût espagnol de la cour impérial. Signalons qu’Eugénie de Montijo, symbole de la mode du Second Empire, est originaire d’Espagne. Tous ces retroussis annoncent la mode dite chinoise ou Watteau née vers 1868. Elle aboutit au pouf puis à la tournure. On peut voir en ce petit costume, en soie ou en laine, le précurseur du tailleur né après 1880. 

## 1867-1870: Mode conique
Autour de cette année la crinoline se dégonfle et devient conique. La perte du volume en partie haute est lié au fait que les cercles métalliques sont concentrés en partie basse de la jupe. Des pièces hybrides apparaissent, notamment les crinolines avec tournure. Aux quelques cercles conservés en partie basse s’ajoutent, à l’arrière, des petits cercles concentrés jusqu’aux fesses. On constate également l’ajout, en 1869, de « crinolinette » en crin, fixée dans le dos. La crinoline est toujours portée au début des années 1870. Sa forme plus étroite réduit considérablement le pourtour, qui a pu atteindre quatre mètres. La circonférence se réduit de moitié entre 1862 et 1870. Ainsi il n’y a pas de rupture nette entre la mode du Second Empire et de la IIIe République, comme après la Révolution.

## Mode vue par ses contemporains
Nombreux sont les hommes à critiquer la crinoline que leur femme porte. De nombreuses caricatures de femmes sont publiées. On compare notamment l’élargissement des proportions architecturales (portes larges, grands couloirs, hauteurs sous plafond démesurées), et les travaux hausmanniens à l’augmentation du volume de la crinoline. On peut ainsi lire en légende  d’estampes de mode « C’est pour ces mesdames-là qu’on élargit les rues de Paris. » en 1857-1858. Les femmes sont représentées coincées dans des portes trop étroites, ou la crinoline totalement renversée, les dessous exposés à la vue de tous. 